# Ingham (Lincolnshire)
Ingham – wieś w Anglii, w hrabstwie Lincolnshire, w dystrykcie West Lindsey. Leży 13 km na północ od Lincoln i 206 km na północ od Londynu.